# Leiopus kharazii
Leiopus kharazii är en skalbaggsart som beskrevs av Holzschuh 1974. Leiopus kharazii ingår i släktet Leiopus och familjen långhorningar.
Artens utbredningsområde är Iran. Inga underarter finns listade i Catalogue of Life.